# The Whale (Amsterdam)
The whale (ook wel The sfinx/sphinx) is een gebouw in Amsterdam-Oost.
Het gebouw werd neergezet bij de herontwikkeling van het Oostelijk Havengebied in Amsterdam in de jaren negentig. Bijna alles wat met havenwerkzaamheden te maken had, verdween en op het schiereiland Sporenburg werd een woonwijk gebouwd. In het kader van die bebouwing verkoos de gemeente Amsterdam voor een mengeling tussen “normale bouw” en zogenaamde superblokken, zo kwam er ook het gebouw Piraeus op een van de (schier)eilanden. Frits van Dongen en A. Mo van Architecten Cie kwamen mede op verzoek van stedenbouwkundig bureau West 8 met een reusachtig gebouw, dat de vorm lijkt te hebben van een gestrande walvis. Die naam kon het niet meekrijgen want Amsterdam kende/kent al een gebouw De walvis in Amsterdam-Centrum. Op een vloeroppervlak van 3600 m² werden 214 woningen gerealiseerd en er was ook een aanzienlijke ruimte ingecalculeerd voor bedrijfsruimten. Deze massaliteit zorgde ervoor dat elders in het stratenplan minder woningen opgeleverd hoefden te worden. Opvallende bouwkenmerken:
- het gebouw staat scheef in het rechthoekige stratenpatroon op Sporenburg
- alle gevelvlakken zijn groot
- het gebouw lijkt gevouwen met scheve gevellijnen
- de knik in het dak
- de plint bestaat uit grote glasoppervlakken, zodat het gebouw los van de grond lijkt te staan.

Het gebouw vult de complete gevelwanden van het Baron G.A. Tindalplein (westkant met oneven huisnummers) en –straat (oostkant met even huisnummers). Aan de noordkant staat het aan de Ertskade, aan de zuidkant aan de Panamakade. Het geheel wordt gedragen door een ondergrondse parkeergarage.

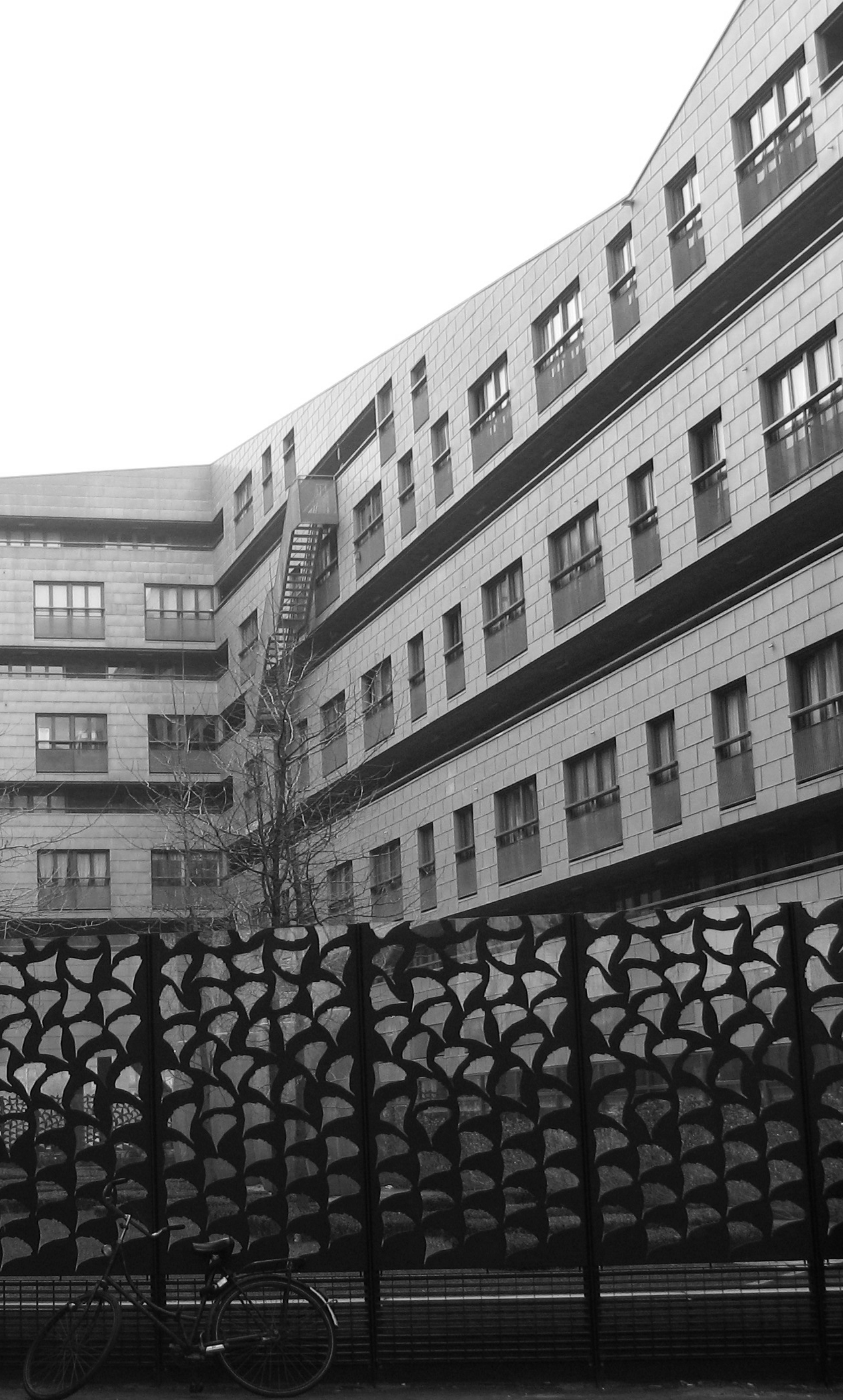
The whale van binnenuit (februari 2008)